# Parafia św. Rafała Kalinowskiego w Białymstoku
Parafia pw. Świętego Rafała Kalinowskiego w Białymstoku – rzymskokatolicka parafia należąca do dekanatu Białystok-Starosielce, archidiecezji białostockiej, metropolii białostockiej.  

## Historia parafii
Parafię erygował 8 grudnia 2002 abp Wojciech Ziemba. Terytorium w całości zostało wydzielono z parafii św. Andrzeja Boboli. Pierwszym proboszczem mianowany został ks. Piotr Wojnach.

## Kościół parafialny
- Kaplica parafialna pw. św. Rafała Kalinowskiego wybudowana w 2005 według projektu Andrzeja Nowakowskiego.